# Meleoma pyknotrichia
Meleoma pyknotrichia là một loài côn trùng trong họ Chrysopidae thuộc bộ Neuroptera. Loài này được Penny miêu tả năm 2006.